# Tipula (Yamatotipula) sackeniana
Tipula (Yamatotipula) sackeniana is een tweevleugelige uit de familie langpootmuggen (Tipulidae). De soort komt voor in het Nearctisch gebied.